# Hinge Sø
Hinge Sø ligger i en sidedal til Gudenåen, lidt nord for Silkeborg i den sydligste del af det tidligere Viborg Amt. Søen har et areal er 0,914 km²  og et oplandsareal på 53,8 km²; Gennemsnitsdybden i søen er 1,23 meter og er  2,6 meter på det dybeste sted.
Søens vigtigste tilløb er Mausing Møllebæk, Haurbæk og Skjellegrøften. Den har afløb i den østlige ende hvor Alling Å begynder. 
Hinge Sø  ligger i bunden af en markant tunneldal, der kan følges fra Grønbæk, nær Ans i øst, gennem Alling Sø, forbi Holm Mølle og Hinge Sø til Hauge Sø i vest ved Nørre Knudstrup.
Ved den sydvestlige ende  af Hinge Sø ligger herregården Vinderslevholm på en halvø ud i søen. På den nordlige sid ligger Hinge Søbad. 
Ved søen blev indtil 2006 afholdt Hinge Søstival, der var en musikfestival med pop-, rock- og bluesmusik.
56°15.40′N 9°29.96′Ø / 56.25667°N 9.49933°Ø